# National Basketball Association 1969-1970
La stagione della National Basketball Association 1969-1970 fu la 24ª edizione del campionato NBA. La stagione si concluse con la vittoria dei New York Knicks, che sconfissero i Los Angeles Lakers per 4-3 nelle finali NBA.

## Squadre partecipanti
- Atlanta Hawks
- Baltimore Bullets
- Boston Celtics
- Chicago Bulls
- Cincinnati Royals
- Detroit Pistons
- L.A. Lakers

- Milwaukee Bucks
- N.Y. Knicks
- Philadelphia 76ers
- Phoenix Suns
- San Diego Rockets
- S.F. Warriors
- Seattle S.Sonics

## Classifica finale

### Eastern Division
| Squadra            | V  | P  | %    | GB |
| ------------------ | -- | -- | ---- | -- |
| New York Knicks C  | 60 | 22 | 73,2 | -  |
| Milwaukee Bucks    | 56 | 26 | 68,3 | 4  |
| Baltimore Bullets  | 50 | 32 | 61,0 | 10 |
| Philadelphia 76ers | 42 | 40 | 51,2 | 18 |
| Cincinnati Royals  | 36 | 46 | 43,9 | 24 |
| Boston Celtics     | 34 | 48 | 41,5 | 26 |
| Detroit Pistons    | 31 | 51 | 37,8 | 29 |

### Western Division
| Squadra                | V  | P  | %    | GB |
| ---------------------- | -- | -- | ---- | -- |
| Atlanta Hawks          | 48 | 34 | 58,5 | -  |
| Los Angeles Lakers     | 46 | 36 | 56,1 | 2  |
| Phoenix Suns           | 39 | 43 | 47,6 | 9  |
| Chicago Bulls          | 39 | 43 | 47,6 | 9  |
| Seattle SuperSonics    | 36 | 46 | 43,9 | 12 |
| San Francisco Warriors | 30 | 52 | 36,6 | 18 |
| San Diego Rockets      | 27 | 55 | 32,9 | 21 |

## Vincitore
| Campione NBA 1969-1970      |
| --------------------------- |
| New York Knicks (1º titolo) |

## Statistiche
| Categoria         | Giocatore      | Squadra             | Stat |
| ----------------- | -------------- | ------------------- | ---- |
| Punti per gara    | Jerry West     | Los Angeles Lakers  | 31,2 |
| Rimbalzi per gara | Elvin Hayes    | San Diego Rockets   | 16,9 |
| Assist per gara   | Lenny Wilkens  | Seattle SuperSonics | 9,1  |
| FG%               | Johnny Green   | Cincinnati Royals   | 55,9 |
| FT%               | Flynn Robinson | Milwaukee Bucks     | 89,8 |

## Premi NBA
- NBA Most Valuable Player Award: Willis Reed, New York Knicks
- NBA Rookie of the Year Award: Kareem Abdul-Jabbar, Milwaukee Bucks
- NBA Coach of the Year Award: Red Holzman, New York Knicks
- All-NBA First Team:
  - Billy Cunningham, Philadelphia 76ers
  - Connie Hawkins, Phoenix Suns
  - Willis Reed, New York Knicks
  - Jerry West, Los Angeles Lakers
  - Walt Frazier, New York Knicks
- All-NBA Second Team:
  - John Havlicek, Boston Celtics
  - Gus Johnson, Baltimore Bullets
  - Kareem Abdul-Jabbar, Milwaukee Bucks
  - Lou Hudson, Atlanta Hawks
  - Oscar Robertson, Cincinnati Royals
- All-Defensive First Team:
  - Dave DeBusschere, New York Knicks
  - Gus Johnson, Baltimore Bullets
  - Willis Reed, New York Knicks
  - Walt Frazier, New York Knicks
  - Jerry West, Los Angeles Lakers
- All-Defensive Second Team:
  - John Havlicek, Boston Celtics
  - Bill Bridges, Atlanta Hawks
  - Kareem Abdul-Jabbar, Milwaukee Bucks
  - Joe Caldwell, Atlanta Hawks
  - Jerry Sloan, Chicago Bulls
- All-Rookie Team:
  - Dick Garrett, Los Angeles Lakers
  - Mike Davis, Baltimore Bullets
  - Jo Jo White, Boston Celtics
  - Kareem Abdul-Jabbar, Milwaukee Bucks
  - Bob Dandridge, Milwaukee Bucks